# Franz Xaver Gruber
Franz Xaver Gruber, avstrijski učitelj, organist in skladatelj, * 25. november 1787, Hochburg-Ach, Avstrija, † 7. junij 1863, Hallein pri Salzburgu, Avstrija.
Njegovo najbolj znano delo je glasba na besedilo Josefa Mohra Sveta noč. Delo danes velja za najpopularnejšo božično pesem.

## Glasbeni primer
- Sveta noč v izvedbi tria Eroika